# Заречье (Шимский район)
Заречье — деревня в Шимском районе Новгородской области в составе Медведского сельского поселения.

## География
Находится в западной части Новгородской области на расстоянии приблизительно 20 км на северо-запад по прямой от районного центра поселка Шимск на левом берегу реки Мшага.

## История
В 1907 году здесь (Новгородского уезда Новгородской губернии) деревня еще не была учтена. Появилась она на только на карте 1942 года.

## Население
Численность населения: 16 человек (русские 100 %) в 2002 году, 9 в 2010.